# Mateare
Mateare ist ein Municipio im Departamento Managua in Nicaragua. Es hat eine Einwohnerzahl von 56.934 Personen (2019). Es bildet einen nordöstlichen Vorort von Managua am Managuasee.

## Geschichte
Mateare wurde 1898 gegründet. 1955 wurde die Stadt Mateare von Erdbeben heimgesucht, die über einen Zeitraum von 14 Tagen bis zu 6,0 auf der Richterskala maßen. Das Erdbeben am Samstag, den 26. April, mit einer Stärke von 6,0 verursachte schwere Schäden an den Häusern in der Umgebung. Während der 14-tägigen Periode mit sporadischen Erdbeben wurden jedoch keine Todesfälle oder Verletzungen gemeldet.